# Vatrogasna mreža
Vatrogasna mreža računalna je aplikacija, zajednički je informacijski resurs za obradu podataka vatrogasnih aktivnosti. Vatrogasna mreža je međumrežna aplikacija koju koriste vatrogasne organizacije Republike Hrvatske u svom radu. Centralna je baza podataka o operativnim snagama, sredstvima i poduzetim mjerama u području zaštite i spašavanja.

## Vatrogasna mreža
Vatrogasna mreža omogućava lakše praćenje dojava o požarima te raspodjelu snaga na terenu. Cilj sustava jest da se digitalizira postojeći koncencionalni sustav prikupljanja, obrade i distribucije podataka vezanih uz vatrogastvo u cilju što kvalitetnijeg i efikasnijeg upravljanja te analize podataka. 
Aplikacija sadrži popis svih članova unutar određene vatrogasne zajednice. Subjekti u Vatrogasnoj mreži su organizirani prema hijerarhijskoj strukturi: na vrhu je Hrvatska vatrogasna zajednica, zatim slijede vatrogasna zajednica županija i vatrogasna zajednica grada Zagreba, vatrogasna zajednica općine, grada i područja, a unutar njih su dobrovoljna vatrogasna društva, javne (profesionalne) vatrogasne postrojbe, dobrovoljna vatrogasna društva u gospodarstvu i javne vatrogasne postrojbe u gospodarstvu. Raznim hijerarhijskim razinama su dodijeljena i različita prava. S obzirom na hijerarhijsku razinu kojoj pripadaju, subjekti imaju različita prava na određene funkcionalnosti aplikacije. Osim popisa subjekata, aplikacija sadrži podatke o organizacijama (osnovni podatci, lokacije, relacije, oprema, prometna sredstva, dojavnice) i članovima (osnovni podatci, lokacije, relacije, specijalnosti, dužnosti, zvanja, odlikovanja, liječnički pregledi). Korištenjem aplikacije omogućno je kreiranje izvješća, slanje i primanje poruka i obavijesti, postavljanje pitanja na forumu, kreiranje vatrogasne iskaznice, naručivanje Vatrogasnog vjesnika, pregled i dodavanje novih osposobljavanja i odlikovanja za članove, kreiranje dojavnica i intervencija, uzbunjivanje vatrogasaca i označavanje lokacija na karti za objekte i događaje. Aplikacija je organizirana u nekoliko modula.

### Moduli Vatrogasne mreže
- Subjekti
- Izvješća
- Poruke i obavijesti
- Forum
- Vatrogasna iskaznica
- Vatrogasni vjesnik
- Osposobljavanje
- Natjecanja
- Odlikovanje
- Šifarnici
- Administracija
- Zemljovidi
- Zbirka
- Intervencije
- Ostale aktivnosti

Ciljani korisnici: vatrogasne postrojbe, dobrovoljna vatrogasna društva, vatrogasne zajednice područja, gradova, općina, vatrogasne zajednice županije i grada Zagreba, Hrvatska vatrogasna zajednica, Državna uprava za zaštitu i spašavanje (Vatrogasna inspekcija), Inspektorat zaštite od požara pri Ministarstvu unutarnjih poslova.
Svake požarne sezone možemo svjedočiti velikom broju požara, posebice otvorenog prostora na kojem je zahvaćena ogromna površina i na kojem je potrebna intervencija velikog broja vatrogasnih postrojbi, vozila i vatrogasaca. Kako bi se olakšao rad vatrogasnim organizacijama, izrađena je aplikacija Vatrogasna mreža.
Aplikaciji se može prisupiti na sljedećoj međumrežnoj adresi: http://www.vatrogasna-mreza.com/  Arhivirana inačica izvorne stranice od 22. kolovoza 2013. (Wayback Machine)

## Hrvatska vatrogasna zajednica
"Hrvatska vatrogasna zajednica (HVZ) je stručna, humanitarna i nestranačka udruga vatrogasnih zajednica županija i grada Zagreba, koje predstavljaju interese u njima udruženih vatrogasnih zajednica 
općine ili grada, odnosno područnih vatrogasnih zajednica u Republici Hrvatskoj, a svoju djelatnost obavljaju bez namjere stjecanja dobiti. HVZ je udruga od interesa za Republiku Hrvatsku".
Ciljevi HVZ jesu: 
- aktivno sudjelovanje u provedbi preventivnih mjera zaštite od požara, gašenju požara i spašavanju ljudi i imovine ugroženih požarom, eksplozijom i drugim prirodnim i tehničko-tehnološkim nesrećama;
- razvijanje i poboljšavanje stručnog rada članica HVZ, sukladno tehničko-tehnološkim postignućima i razvoju zaštite okoliša u zemlji i inozemstvu;
- postizanje optimalne razine zaštite ljudi i imovine od požara te prirodnih nepogoda i civilizacijskih katastrofa;
- zaštita i promicanje zajedničkih strukovnih i drugih legitimnih interesa članica HVZ;
- promicanje digniteta vatrogasne struke.[1]

## Državna uprava za zaštitu i spašavanje
Državna uprava za zaštitu i spašavanje je samostalna, strukovna i upravna organizacija u Republici Hrvatskoj koja priprema, planira i rukovodi operativnim snagama te koordinira djelovanje svih sudionika zaštite i spašavanja. Čim zaprimi dojavu o mogućoj katastrofi, Državna uprava za zaštitu i spašavanje (DUZS) koristi informacije upozoravanja za poduzimanje mjera iz svoje nadležnosti. Tada, prema propisanim standardnim operativnim postupcima, pokreće uvođenje pripravnosti dijelu operativnih snaga zaštite i spašavanja. Državna uprava iste informacije prenosi i lokalnim zajednicama nadležnim za operativno reagiranje. Ovisno o vrsti izvanrednog događaja, Državna uprava za zaštitu i spašavanje pokreće postupke informiranja građana i operativnih snaga zaštite i spašavanja o vrsti i očekivanim razmjerima opasnosti, o preventivnim mjerama koje su usmjerene na ublažavanje posljedica, o mjerama zaštite i spašavanja te mjerama civilne zaštite za čije se provođenje treba pripremiti.

## Vanjske poveznice
- HVZ  Arhivirana inačica izvorne stranice od 27. ožujka 2015. (Wayback Machine)
- DUZS  Arhivirana inačica izvorne stranice od 29. kolovoza 2013. (Wayback Machine)
- VZGZ
- Strateški plan ministarstva unutarnjih poslova i drugih institucija u funkciji zaštite i spašavanja za razdoblje 2012.–2014.  Arhivirana inačica izvorne stranice od 4. ožujka 2016. (Wayback Machine)